# Sédeilles
Sédeilles est une localité et une ancienne commune suisse du canton de Vaud, située dans la commune de Villarzel et le district de la Broye-Vully.

## Histoire
Sédeilles fut mentionné sous les noms de Sideles en 1190 (incertain) et Sedilles en 1336. Des vestiges d'un établissement romain furent réoccupés par des tombes du haut Moyen Âge. Sédeilles faisait partie, au Moyen Âge, du domaine temporel de l'évêque de Lausanne (châtellenie de Villarzel). Le couvent de Hautcrêt et les prémontrés d'Humilimont y avaient des possessions avant 1536 ; ces dernières passèrent aux jésuites de Fribourg et furent acquises par Berne en 1750. À l'époque bernoise, le village fut intégré au bailliage de Moudon (1536-1798) ; il fut ensuite rattaché au district de Payerne (1798-2006).
Au spirituel, Sédeilles releva de la paroisse de Granges-près-Marnand, puis forma en 1622 une paroisse avec Villarzel et Rossens, qui fut à nouveau jointe à celle de Granges en 2000. La grande salle date de 1976 et la station d'épuration de 1994. En 2000, trois cinquièmes de la population active étaient des pendulaires ; le primaire offrait encore 44 % des emplois en 2005.
Le 1er juillet 2006, la commune a fusionné avec Rossens et Villarzel pour former la nouvelle commune de Villarzel.

## Démographie
Sédeilles compte 7 feux en 1741 puis 126 habitants en 1803, 195 en 1850, 214 en 1900, 205 en 1950, 120 en 1990 et 144 en 2000.

## Monuments
École (1841). Intéressant bâtiment élevé par les architectes lausannois Henri Perregaux et Achille de La Harpe.